# Brephidium exilis
Brephidium exilis är en blå och brun liten fjäril vars vingspann som mest blir 2 centimeter. Den förekommer i sydöstra delarna av USA och söderut genom Mexiko ner till Venezuela.

## Utseende

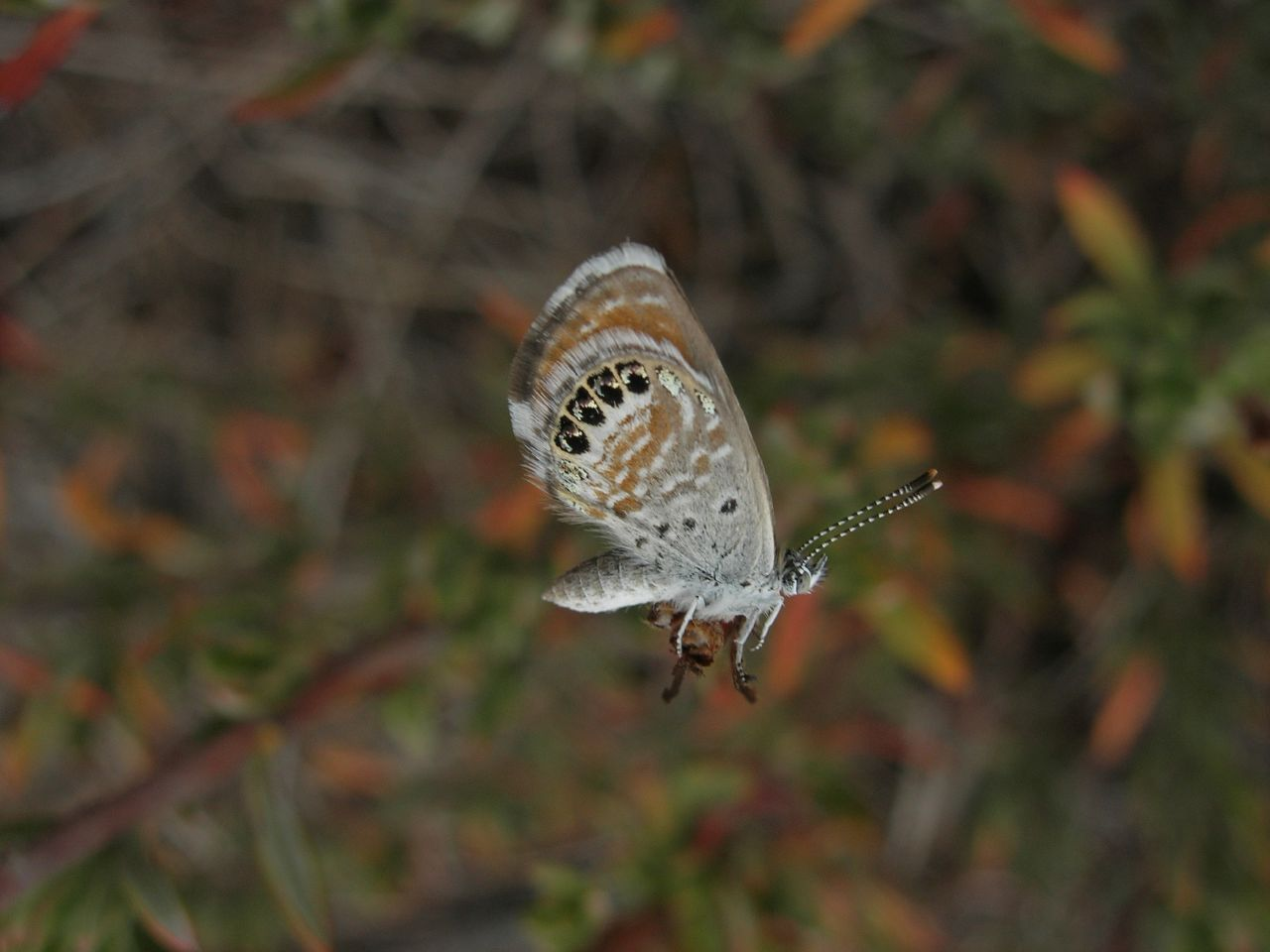
Undersidan på en flygande B. exilis

Brephidium exilis har ett vingspann på mellan 1,2 och 2 centimeter. Vingarna är på ovansidan blå in mot kroppen och mot ytterkanterna rödbruna. Längst ut vid kanterna är de mörkare bruna och allra längst ut finns vita vingfransar. Vingarnas undersidor är ljusare gråbruna till orangebruna och mönstrade med oregelbundna vita linjer och fläckar. Vid bakvingens ytterkant finns en rad med brunsvarta fläckar med en vit prick i.

## Levnadssätt
Denna fjäril, liksom alla andra fjärilar, genomgår under sitt liv fyra olika stadier; ägg, larv, puppa och fullvuxen (imago). En sådan förvandling kallas för fullständig metamorfos.
Flygtiden, den period när fjärilen är fullvuxen, infaller i norra delen av utbredningsområdet under juli till september men längre söderut flyger den året runt. Under flygtiden parar sig fjärilarna och honan lägger äggen på värdväxterna. Ur ägget kläcks larven. Värdväxter, de växter larven lever på och äter av, är framför allt mållväxter som numera ingår i familjen amarantväxter.
När larven ätit sig fullvuxen förpuppas den och i norra delen av utbredningsområdet övervintrar puppan. Ur puppan kläcks den fullbildade fjärilen och en ny flygtid börjar.

## Habitat och utbredning
Brephidium exilis habitat, den miljö den lever i, är bland annat öknar och saltvattenträsk. Den förekommer från mellersta Kalifornien och österut till Nevada, Arizona, New Mexico och västra Texas. Utbredningsområdet fortsätter söderut från Kalifornien genom Mexiko och till Venezuela.